# تربیزاچه
ترِبیزاچه (به ایتالیایی: Trebisacce) یک کومونه در ایتالیا است که در استان کزنتزا واقع شده‌است. تربیزاچه ۲۶ کیلومتر مربع مساحت و ۹٬۰۴۶ نفر جمعیت دارد و ۷۳ متر بالاتر از سطح دریا واقع شده‌است.